# Ahmad Mansour (musicus)
Ahmad Mansour (Teheran, 7 juni 1960 - Genève, 1 juli 2011) was een uit Iran afkomstige Amerikaanse jazzgitarist en componist.

## Biografie
Ahmad Mansour bracht een deel van zijn kindertijd door in Zwitserland en studeerde daarna aan het Berklee College of Music in Boston. Na studies bij Richie Beirach, John Abercrombie en Mick Goodrick werkte hij vanaf 1986 in New York. In 1990 nam hij de Amerikaanse nationaliteit aan. Met zijn trio, bestaande uit Stomu Takeishi (bas) en Ted Poor (drums) trad hij ook vaak op in Europa. Mansour bracht een reeks albums uit onder zijn eigen naam, waaronder Free Speech (2007). In 1995 ontstond in trio met Terje Gewelt en Ian Froman het album Tumbleweed.

## Privéleven en overlijden
Mansour woonde ten laatste in Genève, waar hij in juli 2011 op 51-jarige leeftijd overleed aan de gevolgen van een hartinfarct.

## Discografie
- 1987: Episode (Timeless Records), met George Mraz
- 1993: Penumbra (Timeless), met Marc Copland
- 1995: Creatures (Gorgone), met Terje Gewelt, Ian Froman
- 2002: Nightlight (Open Sky)
- 2006: Public Domain (ESC)
- 2010: Short Cuts (Open Sky)

- Gemeinsame Normdatei: 134684419
- International Standard Name Identifier: 0000 0000 5554 1219
- Library of Congress Control Number: no98016451
- MusicBrainz: 5ba5d957-13cd-4978-ac31-5f6bf4cee717
- Nationale Bibliotheek van Israël: 987007503263405171
- Virtual International Authority File: 193145542446496640787